# ضاغط (زر)
الضاغِط هو آلية تبديل بسيطة للتحكم في بعض جوانب الآلة أو المعالجة. عادة ما تكون الضواغط مصنوعة من مادة صلبة، وعادة ما تكون من اللدائن أو المعدن.